# Biac-Montagne
Ancienne commune de l'Aveyron, la commune de Biac-Montagne a été supprimée en 1833. Son territoire a été partagé entre les communes de Cantoin et de Graissac.